# Exostyles venusta
Exostyles venusta är en ärtväxtart som beskrevs av Spreng.. Exostyles venusta ingår i släktet Exostyles och familjen ärtväxter. Inga underarter finns listade i Catalogue of Life.